# Quatre estacions (pel·lícula)
Quatre estacions és el títol d'un telefilm escrit i dirigit per Marcel Barrena. Produït per Sagrera Audiovisual, Somnia Ars, Canal 9 i TV3. Ha estat doblada al català i emesa per TV3 el 8 d'agost del 2010 i a Canal 9 el 22 d'agost de 2010. La pel·lícula és l'opera prima del director que va començar el seu rodatge el 7 de juliol de 2009 a Barcelona i va concloure el final a València.

## Sinopsi
A Quatre estacions, qui ens porta el sopar és Mario (David Verdaguer), un universitari fracassat que viu amb el seu avi; un cinèfil enamoradís que està en una crisi d'identitat davant les seves vint llargs anys i un currículum que no convida a l'optimisme. Mario és un pizzer. Entre viatge i viatge per a portar la seva pizza a tota mena de personatges, coneixerem la història de Pizzicato i dels seus entranyables inquilins durant un any, durant quatre estacions en les quals riurem i ens emocionarem amb les petites coses del nostre grup de pizzers; la cuinera francesa, el repartidor amb bici hindú que guarda un parell d'asos en la màniga, la prostituta de la cantonada, els pastadors, Lina la tímida telefonista… però sobretot amb Mario, el nostre protagonista, irremeiablement enamorat de Mariona (Leticia Dolera)– la seva Audrey Hepburn -, la màgica noia dels tics, després de portar-li la pizza que canviarà la seva vida. Poden Quatre Estacions (un tros de pa amb xampinyons, tomàquet i formatge –més 50 cèntims per ingredient extra-) amb una cosa així?

## Repartiment
David Verdaguer - "Mario"
 Leticia Dolera - "Mariona"

Raül Tortosa - "Ex"
 Jordi Vilches - "El Becario"

Antonio Valero - "El Jefe"

Iván Morales - "Albert"

Cristina Fernández - "Julie"
 Francesc Tormos - "Fernando

Brady Jaskarán - "Mahatma"

Olga Alamán - "Lina"

Rikar Gil - "Jordi"

Ana Morgade - "Mare Ignorada"

Sergio Caballero - "Administrador"

Amanda Madiba - "Divine"

Alejandro Lorente - "Policía"

## Premis i Festivals
Fa la premiere international en 2010 i "Quatre estacions" es converteix en la primera tv-movie a participar en la mostra cinema espanyol en Itàlia, el CinemaSpagna. Es va exhibir al Festival de Cinema d'Alacant on es va convertir en el primer telefilm guanyador dels premis a millor pel·lícula segons la crítica i millor pel·lícula i director segons el jurat oficial.
Als Premis Gaudí de 2011 fou nominada a la Millor pel·lícula per televisió. També fou seleccionada per la Mostra de València i els festivals de cinema de Tarassona i Moncayo.